# Aubrey Morris
Aubrey Morris, nato Aubrey Steinberg (Portsmouth, 1º giugno 1926 – Los Angeles, 15 luglio 2015), è stato un attore britannico, noto per le sue apparizioni nei film Arancia meccanica (1971) e The Wicker Man (1973).

## Biografia
Morris era uno dei nove figli nati da Becky (nata Levine) e Morry Steinberg. Il fratello maggiore, Wolfe Morris, era un attore affermato. I suoi nonni erano di Kiev e fuggirono dai pogrom russi, arrivando a Londra intorno al 1890. La famiglia si trasferì a Portsmouth all'inizio del XX secolo. Morris frequentò il Portsmouth Municipal College e la Royal Academy of Dramatic Art. La sua prima apparizione sul palcoscenico nel 1944 fu all'Open Air Theatre, Regent's Park in Il racconto d'inverno di William Shakespeare. Dal 1954 al 1956 fu all'Old Vic e apparve a Broadway.
Morris apparve in oltre cinquanta film. Il suo primo ruolo di rilievo fu quello di Thorburn, il pornografo eccentrico, nel thriller di fantascienza Madra... il terrore di Londra (1965) di John Gilling. Tra i suoi film più noti ci sono Arancia meccanica (1971) di Stanley Kubrick, Amore e guerra (1975) di Woody Allen, Lisztomania (1975) di Ken Russell, e Il fratello più furbo di Sherlock Holmes (1977) di Gene Wilder. 
Apparve anche in molti programmi televisivi, debuttando in una produzione della BBC della commedia Fly Away Peter (1948). La maggior parte delle sue apparizioni televisive, come Z-Cars e Lovejoy, furono in Gran Bretagna, ma fece anche alcune apparizioni in produzioni statunitensi, come nel film televisivo Columbo: Ashes to Ashes (1998) e con Dennis Miller nell'horror Il piacere del sangue (1996) di Gilbert Adler.

## Filmografia parziale

### Cinema
- La valigia del boia (The Quare Fellow), regia di Arthur Dreifuss (1962)
- Madra... il terrore di Londra (The Night Caller), regia di John Gilling (1965)
- La rapina più scassata del secolo (The Great St Trinian's Train Robbery), regia di Sidney Gilliat e Frank Launder (1966)
- Questa pazza, pazza, pazza Londra (The Sandwich Man), regia di Robert Hartford-Davis (1966)
- Up the Junction, regia di Peter Collinson (1968)
- Se è martedì deve essere il Belgio (If It's Tuesday, This Must Be Belgium), regia di Mel Stuart (1969)
- Arancia meccanica (A Clockwork Orange), regia di Stanley Kubrick (1971)
- Exorcismus - Cleo, la dea dell'amore (Blood from the Mummy's Tomb), regia di Seth Holt (1971)
- Go for a Take, regia di Harry Booth (1972)
- The Wicker Man, regia di Robin Hardy (1973)
- Uomo di casa (Man About the House), regia di John Robins (1974)
- Amore e guerra (Love and Death), regia di Woody Allen (1975)
- Lisztomania, regia di Ken Russell (1975)
- Il fratello più furbo di Sherlock Holmes (The Adventure of Sherlock Holmes' Smarter Brother), regia di Gene Wilder (1977)
- Oxford University (Oxford Blues), regia di Robert Boris (1984)
- Space Vampires (Lifeforce), regia di Tobe Hooper (1985)
- La ragazza dei sogni (The Rachel Papers), regia di Damian Harris (1989)
- Il mio primo bacio (My Girl 2), regia di Howard Zieff (1994)
- Il piacere del sangue (Bordello of Blood), regia di Gilbert Adler (1996)
- La leggenda della mummia di Bram Stoker (Legend of the Mummy), regia di Jeffrey Obrow (1998)
- Visioneers, regia di Jared Drake (2008)

### Televisione
- Missione segreta (Espionage) – serie TV, episodio 1x01 (1963)
- S.O.S. Titanic, regia di William Hale – film TV (1979)
- Le piccanti avventure di Robin Hood (The Zany Adventures of Robin Hood), regia di Ray Austin – film TV (1984)
- La signora in giallo (Murder, She Wrote) – serie TV, episodi 2x22-6x03 (1986-1989)

## Doppiatori italiani
- Oreste Lionello in Arancia meccanica
- Vittorio Congia in Space Vampires
- Sergio Graziani ne Il mio primo bacio